# Lázy (Loučka)
Lázy jsou malá ves, která se nachází v okrese Vsetín ve Zlínském kraji. Je to část obce Loučka. Ve vesnici Lázy dnes žije asi 80 obyvatel. Nachází se zde historická zvonice. Roku 2006 zde byl zavřen obchod a funguje zde pouze hospoda, která se jmenuje Hospůdka na Lázech. Přes Lázy vedou turistické a cyklistické stezky. Ještě před několika lety se zde konaly závody minikár.

## Historie
První písemná zmínka o obci pochází z roku 1763.